# Валлекрозія
Валлекрозія (італ. Vallecrosia, ліг. Valecreusa) — муніципалітет в Італії, у регіоні Лігурія,  провінція Імперія.
Валлекрозія розташована на відстані близько 450 км на північний захід від Рима, 125 км на південний захід від Генуї, 34 км на захід від Імперії.
Населення — 6948 осіб (2014).

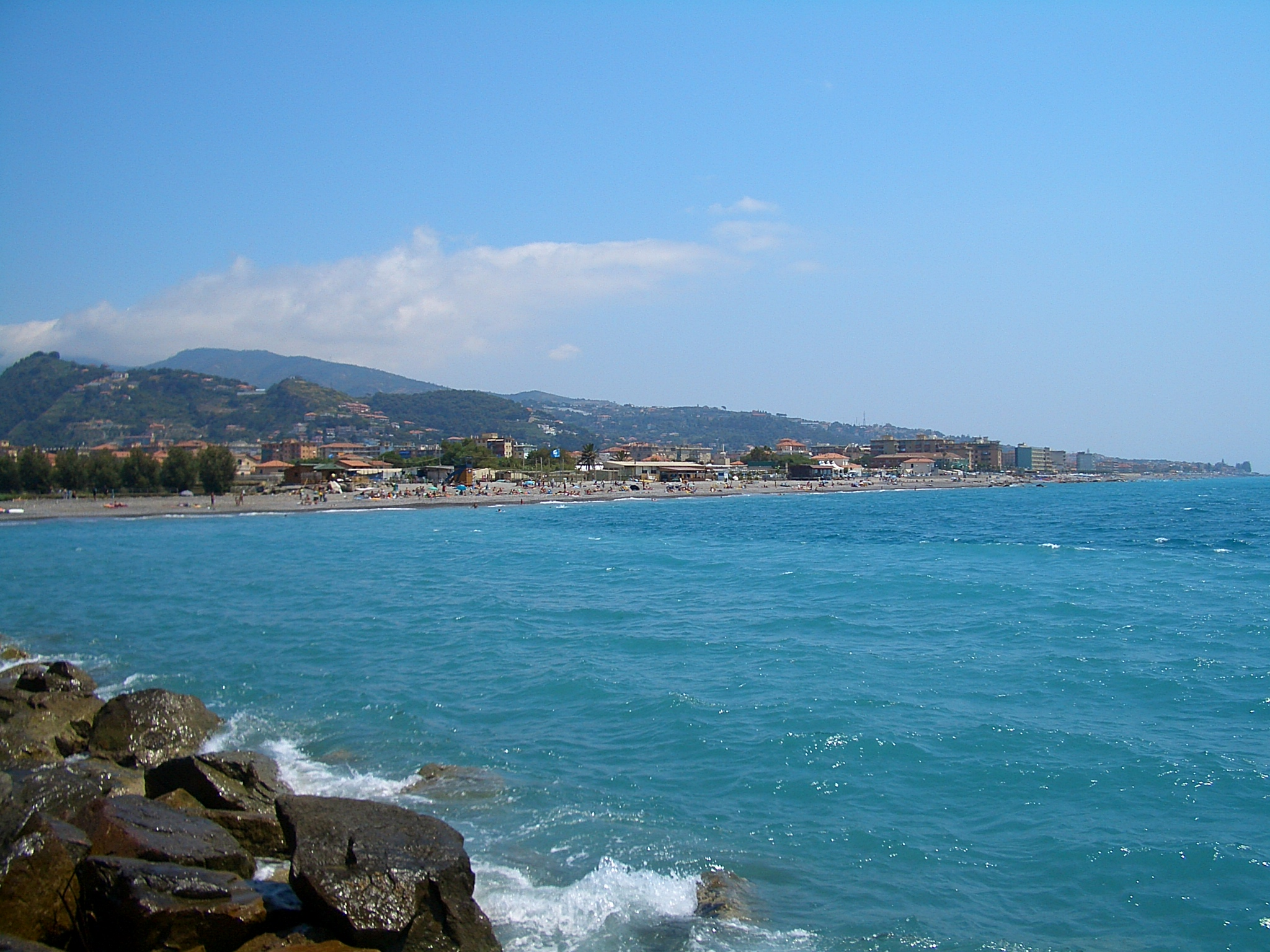

Щорічний фестиваль відбувається 16 серпня, 17 січня. Покровитель — святий Рох.

## Демографія
Населення за роками:

Станом на 1 січня 2023 року в муніципалітеті офіційно проживав 601 іноземець з 57 країн, серед них 223 громадяни країн Євросоюзу та 31 громадянин України.

## Сусідні муніципалітети
- Бордігера
- Кампороссо
- Сан-Б'яджо-делла-Чима
- Валлебона